# Horde (gruppo musicale)
Gli Horde (originariamente Beheadoth) sono un progetto musicale solista unblack metal avente come unico membro fisso e fondatore il musicista australiano Jayson Sherlock ("Anonymous"), ex-membro di Mortification e Paramaecium. Nel 1994 l'unico album in studio Hellig Usvart fu pubblicato su etichetta Nuclear Blast. Con l'aggiunta di vari turnisti, gli Horde hanno suonato in alcuni concerti in Norvegia nel 2006, e in Finlandia e Germania nel 2010. Hellig Usvart si rivelò essere un'opera molto influente per il movimento unblack metal, e l'album causò molte polemiche e sconcerto nella scena black metal dell'epoca a causa dei testi a favore del Cristianesimo in netta antitesi con i dettami del movimento.

## Storia
Sherlock registrò l'album Hellig Usvart utilizzando lo pseudonimo "Anonymous" (un possibile riferimento a "Euronymous", il chitarrista dei Mayhem) e pubblicandolo nel 1994 su etichetta Nuclear Blast Records, con una successiva ristampa da parte della Rowe Productions. Il titolo Hellig Usvart è in lingua norvegese, proprio per far credere agli ascoltatori che il gruppo provenisse dalla Norvegia, dato che, almeno musicalmente, possedeva tutti gli stilemi del "True Norwegian Black Metal".

Fin dalla sua prima pubblicazione nel 1994, Hellig Usvart fu oggetto di una campagna denigratoria all'interno della comunità black metal, che riteneva "Anonymous" colpevole di "eresia" per aver cantato le lodi del Signore e parlato male di Satana all'interno di un album di musica black metal. Furono inviate minacce di morte a Markus Staiger e alla Nuclear Blast per far loro rivelare l'identità del musicista che aveva prodotto il disco, e chiedere la cancellazione di tale "obbrobrio" dal catalogo dell'etichetta. Anche gli Horde furono oggetto di minacce di morte per essere una "band cristiana" che suonava black metal. In un'intervista con Erasmus della Son of Man Records, Sherlock sembrò smentire queste voci: «Ne ho sentito parlare [delle minacce di morte] solo per sentito dire. Non ho mai personalmente ricevuto alcuna minaccia di morte, neanche una. Ne ho sentito parlare ma questo è tutto». A causa dei testi fortemente anti-satanismo di brani quali Crush the Bloodied Horns of the Goat ("distruggi le corna insanguinate del caprone") l'album fu visto da molti come una parodia dichiarata della scena black metal più estrema, ma lo stesso Sherlock volle smentire quest'ultima ipotesi: 
(Jayson Sherlock (Anonymous), intervista concessa alla Son of Man Records, 2006.)
Hellig Usvart fu il primo album del genere "unblack metal" (alcune volte definito "Holy UnBlack Metal"); e si rivelò essere molto influente per gruppi Christian metal come A Hill to Die Upon, Crimson Moonlight e Antestor.
Gli Horde si esibirono dal vivo per la prima volta il 3 novembre 2006 al Nordic Fest di Oslo, Norvegia, con Jayson Sherlock a batteria e voce più tre musicisti di studio reclutati per l'occasione: Kvest, Bøddel e Gestalt. Il 17 aprile 2010 la band suonò una seconda volta dal vivo all'Immortal Metal Fest in Finlandia, nella stessa formazione. Nel novembre 2010, gli Horde si sono esibiti in Germania al festival Blast of Eternity. Da queste esibizioni è stato tratto l'album dal vivo The Day of Total Armageddon Holocaust - Alive in Oslo 2006 pubblicato nel 2007.

## Membri
- Jayson "Anonymous" Sherlock – voce, batteria, chitarre, basso, tastiere (1994)

Turnisti dal vivo
- Simon "Pilgrim" Rosen – voce (2006, 2010)
- Karl Fredrik "Kvest" Lind – chitarre (2006, 2010, 2012)
- Bengt "Bøddel" Olsson – chitarre (2006, 2010, 2012)
- Håvar "Gestalt" Wormdahl – basso (2006, 2010, 2012)

## Discografia
Album in studio
1994 - Hellig Usvart
Album dal vivo
- 2007 - The Day of Total Armageddon Holocaust - Alive in Oslo 2006